# Lightning Racer
Lightning Racer är en berg- och dalbana i nöjesparken Hersheypark, Pennsylvania, USA. Banan, som togs i drift 13 maj 2000, är en tvillingbana, där tågen på de två separerade banorna tävlar. Beroende på hur många passagerare tåget har, vädersituationen och oljning av banan kommer det ena tåget före det andra. När banan togs i drift spelade man då upp olika inspelningar med kända röster för det tåg som vann.